# Ismihan Kaya Sultan
Ismihan Kaya Sultan (en turco otomano: سلطان ایا; "pureza del khan") (Estambul, c.1633 — Estambul, 28 de febrero de 1659) fue una princesa otomana, hija del sultán Murad IV y su consorte, Ayşe Haseki Sultan. Falleció prematuramente por complicaciones al dar a luz. El famoso viajero otomano Evliya Çelebi, dedica en su Libro de viajes un capítulo entero a la princesa, desde su embarazo hasta su muerte.

## Vida
Kaya nació a finales de 1633 en el Palacio de Topkapı. Su madre fue Ayşe Haseki Sultan, la consorte principal de Murad IV. Ayşe era de Grecia. 
Su padre falleció prematuramente en 1640, teniendo que trasladarse al palacio viejo junto a su madre y hermanas, ya qué todos los herederos varones de Murad fallecieron a corta edad, dejando al demente hermano de Murad, Ibrahim I como sultán. Ella visitaba con frecuencia el palacio y era la nieta favorita de Kösem Sultan.
El matrimonio de princesas con fines políticos era una rutina habitual de los sultanes y Kaya no fue una excepción. A mediados de 1641, la madre de Kaya se enfrentó a la abuela de la princesa, Kösem Sultan, por el tema de su futuro esposo. La mujer quería uno de sus propios aliados políticos, e incluso se habla de que en un intento desesperado por no casar a su hija, Ayşe pidió la ayuda del nuevo sultán, quién intentó abusar de ella. Aparentemente Ayşe fue rescatada y auxiliada por los eunucos del harén. Incluso se dice que Ibrahim intentó tomarla como consorte.
Al final, Kösem ganó y Kaya Sultan se casó con Melek Ahmed Paşa el 19 de agosto de 1644; la princesa tenía solo 11 años y su esposo estaba en los cuarenta. En su noche de bodas, Kaya golpeó a Melek Ahmed Paşa con una daga y se negó a que la tocara durante 7 años. Se dice que una clarividente le había dicho que moriría si tenía una hija de su marido. Al final, su abuela Kösem Sultan puso fin a esto y obligó a los dos a consumar el matrimonio. Aun así, Evliya Çelebi confirma que Melek Ahmed y Kaya se comenzaron a llevar mejor con el tiempo, y ella lo ayudaba con consejos y dinero. Kaya quedó embarazada rápidamente y dio a luz dos hijos, dejando de lado momentáneamente lo que le había dicho la adivina, su primera hija, Afife Fatma, nació en 1652 y fallecería en 1727. Su segundo hijo, Abdullah murió en 1654, luego de que naciera prematuramente.
Kaya era una de las princesas más ricas de la época. En 1647, Ibrahim la humilló a ella y a sus tías obligándolas a servir a la esposa de este, Telli Hümaşah Sultan, teniendo que inclinarse en reverencia ante ella e incluso sostener la jofaina, jabón y el jarro de agua mientras ella se lavaba. Al no servirles bien, las mandó al exilio en Edirne, pero Kaya de todas formas permaneció en Estambul junto a su marido, madre y abuela.
Kaya demostró ser importante para la carrera política de su esposo. Ella a menudo lo ayudaba con ayuda estratégica y financiera. Evliya consideraba a Kaya Sultan como un excelente ejemplo de la beneficencia de la dinastía. También retrata a Kaya como una persona protectora, extraordinariamente generosa y una mujer muy piadosa. Según él:
"Ella también era muy inteligente y cuidadosa. Era una verdadera hija de Murad IV, una leona furiosa y una benefactora para todas las otras princesas".

## Muerte
En 1658, Kaya quedó embarazada otra vez y a finales de febrero de 1659 dio a luz. Melek repartió numerosas limosnas para celebrar el nacimiento. Pero la placenta había quedado retenida y estuvieron tratando de sacársela las parteras y todas las sirvientas de palacio. La envolvieron en las mantas y la sacudieron muy fuerte, la colgaron boca abajo, llenaron una tina con agua de azahar y miel y la metieron dentro... Evliya describe que los gritos de Kaya se sentían por todo el palacio. Después de tres días y tres noches, las parteras, desesperadas, se untaron manos y brazos con aceite de almendra y los introdujeron para extraérsela manualmente. 
Después de cuatro días de tortura, Kaya Sultan murió el 28 de febrero de 1659, completamente desangrada. Posteriormente, el visir Köprülü Mehmed Pasha confiscó toda la riqueza de Kaya, a pesar de la existencia de Melek Ahmed y sus hijas. El estado consideraba la vasta riqueza de las princesas un préstamo. Su esposo se volvió a casar en 1662 con su tía, Fatma Sultan, pero se informa que fue un matrimonio infeliz.
Después de la muerte de Kaya, Melek se arrojó sobre su ataúd y lloró sin control. Luego de su fallecimiento, su madre Ayşe se exilió en Edirne con la hija recién nacida de Kaya, qué falleció meses después. Melek Ahmed junto a su única hija sobreviviente, Afife, la visitaban a menudo. Hasta el día de hoy se guardan pertenencias de Kaya en el Palacio de Topkapi.

## Interpretaciones de sus sueños
En el libro de Evliya Çelebi se afirma que Kaya experimentó sueños extraños un mes antes del parto y le pidió a Melek que los interpretara. Kaya afirmó que estos sueños incluyen su paseo en los jardines con su abuelo, el sultán Ahmed I. Al final de su sueño, Ahmed pasó su mano sobre la cara de Kaya en bendición, pero la mano se cubrió de sangre de inmediato. Kaya luego pasó su propia mano sobre su rostro y ella también, estaba cubierta de sangre. Aquí es donde la princesa se despertó asustada. Melek Ahmed ordenó a Kaya que entregara 1000 piezas de oro a los pobres como limosna, 2000 para sus aghas interiores y exteriores, así como 300 para Evliya Celebi y 100 para la hermana de Evliya. Kaya Sultan hizo lo que se le indicó, pero más tarde, Melek le reveló a Evliya que cuando Kaya Sultan diera a luz, se desangraría hasta morir.
Poco después de esta interpretación inicial, Kaya tuvo otro sueño para ser interpretado por Melek. Melek intentó aliviar a la princesa de su estrés al afirmar que su segundo sueño no era motivo de preocupación, pero Kaya había visto la expresión en el rostro de Melek durante su interpretación y sabía que no estaba interpretando el sueño correctamente. Esto resultó en que Kaya se volviera cada vez más piadosa todos los días, con numerosas donaciones a La Meca y Medina. Lo que se descubrió de esto fue que Kaya Sultan era la más rica de todas las princesas de su época. Esto se demostró a través de sus enormes donaciones y su entrega de todas sus propiedades a sus hijos y a ella y a los sirvientes de Melek. También insistió en que si su línea terminaba, todos los ingresos de esas tierras deberían ir a las Ciudades Santas.

## Descendencia
Se creía que había tenido solo un hijo, pero el libro de Evliya Çelebi informa qué tuvo tres hijos:
- [1] Afife Fatma Hanim Sultan (1652 — c. 1727). Se casó con Süleyman Paşa. Ella fue la madrastra de sus hijos en su primer matrimonio, Mahmud Bey y Ahmed Bey. Al parecer Afife no podía tener hijos. Ella era una mujer muy devota y se encargó de las fundaciones caritativas de su madre al llegar a la adultez. Fue enterrada en la Mezquita Şehzade;
- Sultanzade Abdullah (1654 — 1654). Nacido prematuramente a los siete meses, vivió menos de un día. Está enterrado en la Mezquita de Santa Sofía;
- Fülane Hanim Sultan (24 de febrero de 1659 — 1660). Kaya murió cuatro días después de su nacimiento. Se sabe que vivía con su abuela en Edirne, y no con su padre y hermana. Como no hay información sobre ella luego de 1661, se supone que murió pocos meses más tarde. Está enterrada en la Mezquita de Santa Sofía.